# 7981 Katieoakman
7981 Katieoakman è un asteroide della fascia principale. Scoperto nel 1978, presenta un'orbita caratterizzata da un semiasse maggiore pari a 2,8896748 au e da un'eccentricità di 0,1073445, inclinata di 1,96975° rispetto all'eclittica.